# Emu Bay Railway
| |                   |                                          |                                          |
| Spurweite: | 1067 mm (Kapspur) |                                          |                                          |
| Zahnstangensystem: | System Abt        |                                          |                                          |
| |                   |                                          |                                          |
| \| \| \| von Wynyard \| \| \| \| \| Burnie \| \| \| \| \| nach Devonport \| \| \| \| \| Pigeon Hill \| \| \| \| \| Ridgley \| \| \| \| \| Highclere \| \| \| \| \| Pass 1804 ft \| \| \| \| \| Hampshire \| \| \| \| \| Ringwood \| \| \| \| \| Toronna \| \| \| \| \| Wey River \| \| \| \| \| \| \| \| \| \| \| \| \| \| \| Guildford \| \| \| \| \| Rouse’s Camp \| \| \| \| \| Magnet Junction Anschluss \| \| \| \| \| an Tramway nach Mount Magnet \| \| \| \| \| Waratah \| \| \| \| \| Mount Bischoff Zinnmine \| \| \| \| \| \| \| \| \| \| Cummings Siding \| \| \| \| \| Höchster Punkt der Strecke: 2300 ft \| \| \| \| \| Muddy Creek \| \| \| \| \| Bulgobac \| \| \| \| \| Boko \| \| \| \| \| Pinacles \| \| \| \| \| 63 Miles Tank \| \| \| \| \| Farrell Junction Anschluss an: \| \| \| \| \| Mount Farrell Tramway nach Tullah \| \| \| \| \| (Wee Georgie Wood Railway) \| \| \| \| \| Primrose \| \| \| \| \| \| \| \| \| \| Smelters \| \| \| \| \| \| \| \| \| \| Barkers Crossing \| \| \| \| \| Rosebery \| \| \| \| \| Renison Bell \| \| \| \| \| Argent Tunnel Anschluss: Boulder Tramway \| \| \| \| \| Argent Tunnel \| \| \| \| \| Melba Siding Anschluss: \| \| \| \| \| Tramways nach Montezuma und Williamsford \| \| \| \| \| Rayna Junction Anschluss: Tramway nach \| \| \| \| \| Maestris „Mount Dundas – Zeehan Railway“ \| \| \| \| \| Anschluss Staatsbahn Zeehan – Strahan \| \| \| \| \| Zeehan \| \| \| \| \| Silver Bell \| \| \| \| \| Austral \| \| \| \| \| Oceana Junction \| \| \| \| \| Professor \| \| \| \| \| Grieves Siding \| \| \| \| \| Eden \| \| \| \| \| Powell’s Siding \| \| \| \| \| Fowler’s Siding ehemals: Mallana \| \| \| \| \| Kopyule vor 1926: Henty Bridge \| \| \| \| \| Henty \| \| \| \| \| Beach Road \| \| \| \| \| Bellinger \| \| \| \| \| Stella vor 1903: Opah \| \| \| \| \| West Strahan \| \| \| \| \| Strahan Wharf \| \| \| \| \| Regatta Point \| \| \| \| \| Anschluss Mount Lyell Railway \| \| \| \| \| Lowana \| \| \| \| \| King River \| \| \| \| \| Steel Bridge \| \| \| \| \| Teepookana \| \| \| \| \| Quarter Mile Bridge – King River \| \| \| \| \| Dubbill Barrill \| \| \| \| \| Rinadeena \| \| \| \| \| Halls Creek \| \| \| \| \| Lynchford \| \| \| \| \| Queen River \| \| \| \| \| Queenstown \| \| |                   |                                          |                                          |
| Strecke |                   | von Wynyard                              | von Wynyard                              |
| Bahnhof |                   | Burnie                                   | Burnie                                   |
| Abzweig geradeaus und nach links |                   | nach Devonport                           | nach Devonport                           |
| Bahnhof |                   | Pigeon Hill                              | Pigeon Hill                              |
| Bahnhof |                   | Ridgley                                  | Ridgley                                  |
| Bahnhof |                   | Highclere                                | Highclere                                |
| Strecke |                   | Pass 1804 ft                             | Pass 1804 ft                             |
| Bahnhof |                   | Hampshire                                | Hampshire                                |
| Bahnhof |                   | Ringwood                                 | Ringwood                                 |
| Bahnhof |                   | Toronna                                  | Toronna                                  |
| Brücke über Wasserlauf |                   | Wey River                                | Wey River                                |
| Verschwenkung von rechts |                   |                                          |                                          |
| Strecke von links (außer Betrieb) · Abzweig geradeaus und ehemals von rechts |                   |                                          |                                          |
| Strecke (außer Betrieb) · Bahnhof |                   | Guildford                                | Guildford                                |
| Bahnhof (Strecke außer Betrieb) · Strecke |                   | Rouse’s Camp                             | Rouse’s Camp                             |
| Bahnhof (Strecke außer Betrieb) · Strecke |                   | Magnet Junction Anschluss                | Magnet Junction Anschluss                |
| Strecke (außer Betrieb) · Strecke |                   | an Tramway nach Mount Magnet             | an Tramway nach Mount Magnet             |
| Bahnhof (Strecke außer Betrieb) · Strecke |                   | Waratah                                  | Waratah                                  |
| Kopfbahnhof Streckenende (Strecke außer Betrieb) · Strecke |                   | Mount Bischoff Zinnmine                  | Mount Bischoff Zinnmine                  |
| Verschwenkung nach rechts |                   |                                          |                                          |
| Haltepunkt / Haltestelle |                   | Cummings Siding                          | Cummings Siding                          |
| Strecke |                   | Höchster Punkt der Strecke: 2300 ft      | Höchster Punkt der Strecke: 2300 ft      |
| Brücke über Wasserlauf |                   | Muddy Creek                              | Muddy Creek                              |
| Haltepunkt / Haltestelle |                   | Bulgobac                                 | Bulgobac                                 |
| Bahnhof |                   | Boko                                     | Boko                                     |
| Bahnhof |                   | Pinacles                                 | Pinacles                                 |
| Haltepunkt / Haltestelle |                   | 63 Miles Tank                            | 63 Miles Tank                            |
| Bahnhof |                   | Farrell Junction Anschluss an:           | Farrell Junction Anschluss an:           |
| Strecke |                   | Mount Farrell Tramway nach Tullah        | Mount Farrell Tramway nach Tullah        |
| Strecke |                   | (Wee Georgie Wood Railway)               | (Wee Georgie Wood Railway)               |
| Bahnhof |                   | Primrose                                 | Primrose                                 |
| Verschwenkung von links · Verschwenkung von rechts (Strecke außer Betrieb) |                   |                                          |                                          |
| Strecke · Kopfbahnhof Streckenende (Strecke außer Betrieb) |                   | Smelters                                 | Smelters                                 |
| Verschwenkung nach links |                   |                                          |                                          |
| Bahnhof |                   | Barkers Crossing                         | Barkers Crossing                         |
| Bahnhof |                   | Rosebery                                 | Rosebery                                 |
| Bahnhof |                   | Renison Bell                             | Renison Bell                             |
| Bahnhof |                   | Argent Tunnel Anschluss: Boulder Tramway | Argent Tunnel Anschluss: Boulder Tramway |
| Tunnel |                   | Argent Tunnel                            | Argent Tunnel                            |
| Kopfbahnhof Strecke ab hier außer Betrieb |                   | Melba Siding Anschluss:                  | Melba Siding Anschluss:                  |
| Strecke (außer Betrieb) |                   | Tramways nach Montezuma und Williamsford | Tramways nach Montezuma und Williamsford |
| Bahnhof (Strecke außer Betrieb) |                   | Rayna Junction Anschluss: Tramway nach   | Rayna Junction Anschluss: Tramway nach   |
| Strecke (außer Betrieb) |                   | Maestris „Mount Dundas – Zeehan Railway“ | Maestris „Mount Dundas – Zeehan Railway“ |
| Grenze (Strecke außer Betrieb) |                   | Anschluss Staatsbahn Zeehan – Strahan    | Anschluss Staatsbahn Zeehan – Strahan    |
| Bahnhof (Strecke außer Betrieb) |                   | Zeehan                                   | Zeehan                                   |
| Bahnhof (Strecke außer Betrieb) |                   | Silver Bell                              | Silver Bell                              |
| Bahnhof (Strecke außer Betrieb) |                   | Austral                                  | Austral                                  |
| Bahnhof (Strecke außer Betrieb) |                   | Oceana Junction                          | Oceana Junction                          |
| Bahnhof (Strecke außer Betrieb) |                   | Professor                                | Professor                                |
| Bahnhof (Strecke außer Betrieb) |                   | Grieves Siding                           | Grieves Siding                           |
| Bahnhof (Strecke außer Betrieb) |                   | Eden                                     | Eden                                     |
| Bahnhof (Strecke außer Betrieb) |                   | Powell’s Siding                          | Powell’s Siding                          |
| Bahnhof (Strecke außer Betrieb) |                   | Fowler’s Siding ehemals: Mallana         | Fowler’s Siding ehemals: Mallana         |
| Bahnhof (Strecke außer Betrieb) |                   | Kopyule vor 1926: Henty Bridge           | Kopyule vor 1926: Henty Bridge           |
| Bahnhof (Strecke außer Betrieb) |                   | Henty                                    | Henty                                    |
| Bahnhof (Strecke außer Betrieb) |                   | Beach Road                               | Beach Road                               |
| Bahnhof (Strecke außer Betrieb) |                   | Bellinger                                | Bellinger                                |
| Bahnhof (Strecke außer Betrieb) |                   | Stella vor 1903: Opah                    | Stella vor 1903: Opah                    |
| Bahnhof (Strecke außer Betrieb) |                   | West Strahan                             | West Strahan                             |
| Bahnhof (Strecke außer Betrieb) |                   | Strahan Wharf                            | Strahan Wharf                            |
| Spitzkehrbahnhof rechts |                   | Regatta Point                            | Regatta Point                            |
| ehemalige Grenze |                   | Anschluss Mount Lyell Railway            | Anschluss Mount Lyell Railway            |
| Bahnhof |                   | Lowana                                   | Lowana                                   |
| Brücke über Wasserlauf |                   | King River                               | King River                               |
| Bahnhof |                   | Steel Bridge                             | Steel Bridge                             |
| Bahnhof |                   | Teepookana                               | Teepookana                               |
| Brücke über Wasserlauf |                   | Quarter Mile Bridge – King River         | Quarter Mile Bridge – King River         |
| Bahnhof |                   | Dubbill Barrill                          | Dubbill Barrill                          |
| Bahnhof |                   | Rinadeena                                | Rinadeena                                |
| Bahnhof |                   | Halls Creek                              | Halls Creek                              |
| Bahnhof |                   | Lynchford                                | Lynchford                                |
| Brücke über Wasserlauf |                   | Queen River                              | Queen River                              |
| Kopfbahnhof Streckenende |                   | Queenstown                               | Queenstown                               |

Die Emu Bay Railway und ihre Anschlussbahnen waren eine Eisenbahnstrecke in Tasmanien. Heute werden von diesem System noch zwei Reststrecken betrieben, eine davon ausschließlich für touristische Zwecke. Die Emu Bay Railway war seit Ende 1900 durchgehend befahrbar und bildete mit den beiden anschließenden Strecken nach Strahan und Queenstown die Eisenbahninfrastruktur der tasmanischen Westküste.

## Lage
Die Stammstrecke verband die Orte Zeehan und Burnie entlang der Westküste von Tasmanien. Im Süden schloss sie an die bereits bestehende Strecke Strahan (Regatta Point) – Zeehan an, einen bereits 1892 eröffneten Inselbetrieb der Staatsbahn an, den sie so erweiterte. Zwischen Strahan und Queenstown bestand eine weitere Strecke, die heute als Museumsbahn West Coast Wilderness Railway wieder aufgebaut ist. Am 15. April 1901 erreichte die Staatsbahn von Devonport kommend Burnie, so dass die Emu Bay Railway im Norden einen Anschluss an das übrige tasmanische Eisenbahnnetz erhielt. Die Emu Bay Railway war die Hauptabfuhrroute für die Mineralien, die in den Bergwerken um Zeehan abgebaut wurden, da die Topographie für Häfen an der tasmanischen Westküste ungünstig ist. Zugleich stellte die Strecke vor dem starken Ausbau des tasmanischen Straßennetzes im letzten Drittel des 20. Jahrhunderts die Hauptverbindung vieler kleinerer Gemeinden an der Westküste zur übrigen Insel dar, etwa Guildford und Rosebery.

## Geschichte

### Hauptstrecke

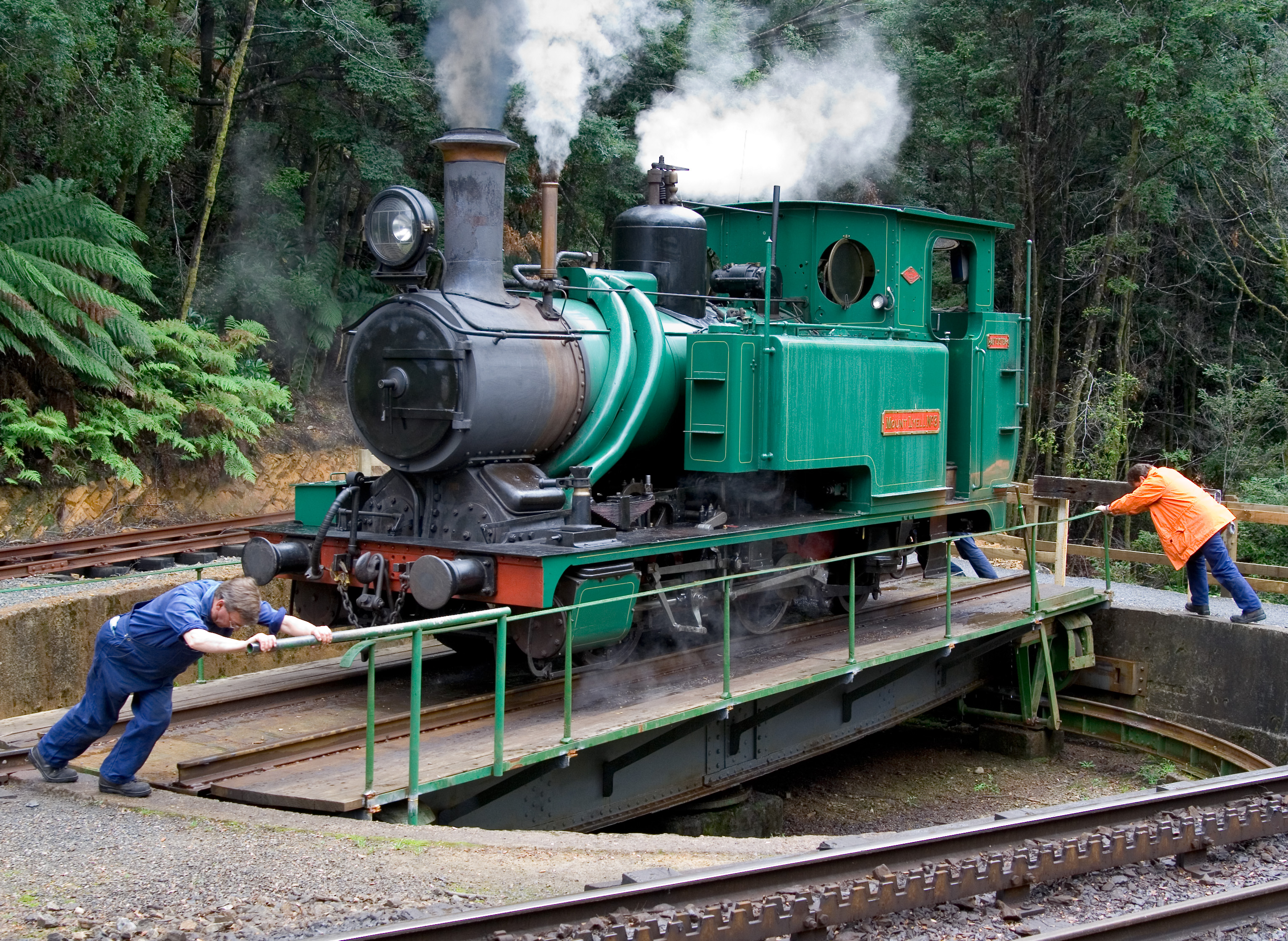
Lokomotive des Museumsbetriebs West Coast Wilderness Railway

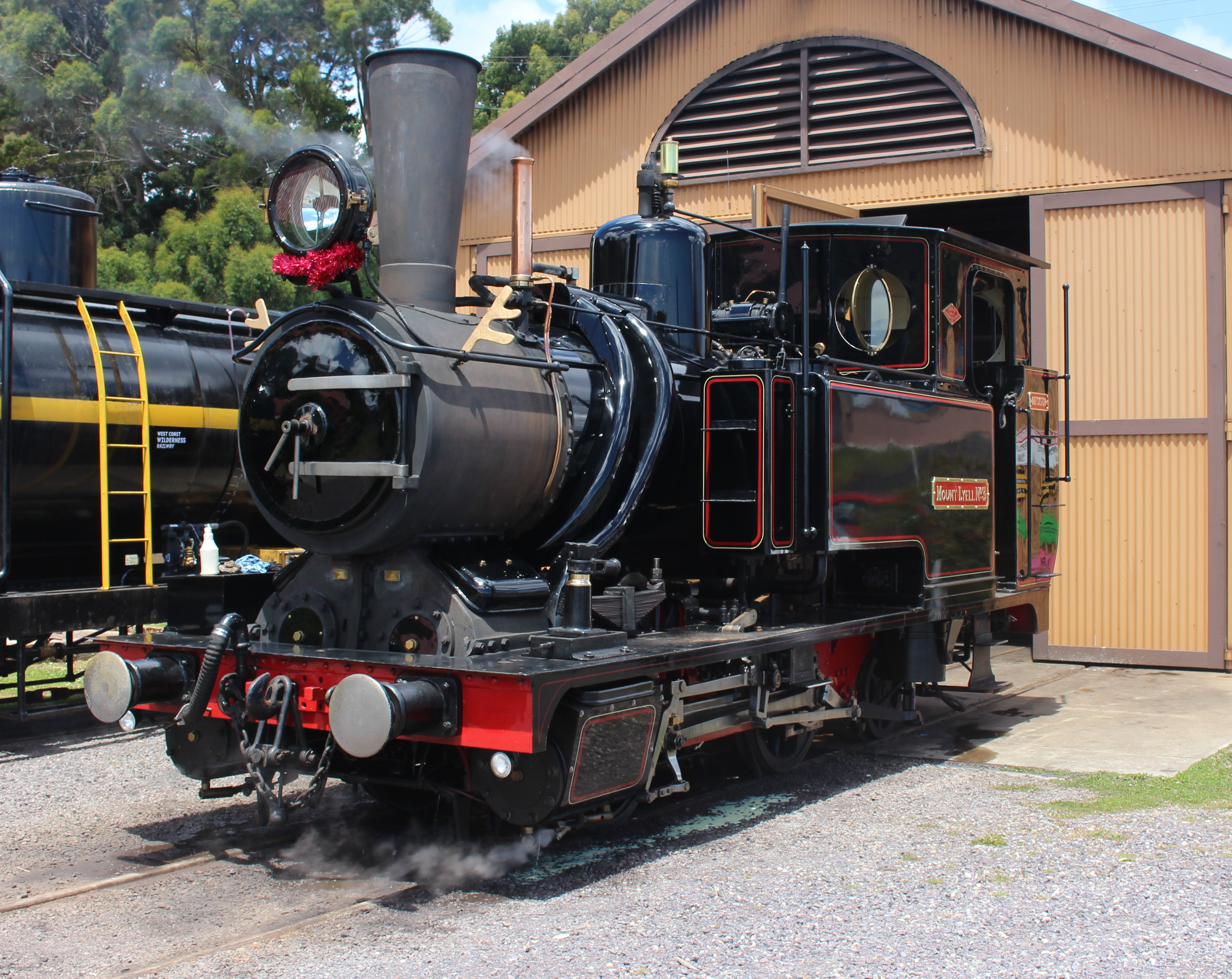
Zahnradlokomotive Nr. 3 der Mount Lyell Eisenbahn (System Abt)

Die Strecke wurde – im Gegensatz zu den meisten anderen Eisenbahnstrecken Tasmaniens, die, bis auf wenige, unbedeutende Ausnahmen durch den Staat gebaut und betrieben wurden – privat errichtet und betrieben. Das geschah in Kapspur. Initiatoren und Finanziers waren die Betreiber der Bergwerke im Bereich von Zeehan. Erste Teilstücke der Bahn wurden 1897 in Betrieb genommen, bevor sie am 21. Dezember 1900 ihren Betrieb in voller Länge aufnahm.
Anlässlich eines Grubenunglücks im Bergwerk North Mount Lyell 1912 erreichten die Züge der Emu Bay Railway, die die Rettungsausrüstung herantransportierten, Fahrzeiten, die später nie mehr erreicht wurden.
Von 1961 bis zum 8. März 1964 verkehrte auf der Strecke ein Autoreisezug unter dem Namen West Coaster zwischen Zeehan und Burnie. Der Ausbau des Straßennetzes machte dem ein Ende.
Die Strecke musste in den späten 1970er Jahren abschnittsweise verlegt werden, als der Staudamm des Pieman River in Betrieb ging und die alte Trasse an einigen Stellen geflutet wurde. Am Ende des 20. Jahrhunderts bestand nur noch Güterverkehr, und der Betrieb auf Strecke südlich des Bahnhofs Melba Flats wurde eingestellt. Die abgebauten Erze – hauptsächlich Kupfererz – wurden von den Bergwerken in Queenstown mit Lkw zu dieser Verladestelle gefahren.
Die Bahn war eine der am längsten bestehenden und erfolgreichsten privaten Eisenbahngesellschaften Australiens. Im Jahr 2004 wurde sie durch die Staatsbahn TasRail übernommen.

### Nebenstrecken
- Mount-Bischoff-Zinnmine – Guildford
- Tramway (610 mm) Farrell Junction Tullah, auch bekannt unter der Bezeichnung Wee Georgie Wood Railway, heute: touristischer Betrieb.
- Primrose – Smelters
- Renison Bell – Boulder (Tramway)
- Rayna Junction – Maestris (Mount Dundas - Zeehan Railway)[4]
- Verschiedene Tramways u. a. nach Montezuma und Williamsford

### Anschlüsse
- Im Norden schloss die Emu Bay Railway an die Staatsbahnstrecken nach Devonport und Wynyard an.
- Im Süden schloss die Emu Bay Railway an die Staatsbahnstrecke Zeehan – Strahan an.
- Diese wiederum schloss an die private Bahnstrecke der Mount Lyell Mining and Railway Company nach Queenstown an, die am 1. November 1899 eröffnet wurde. Ihr Betrieb wurde am 10. August 1963 eingestellt. Die Mount Lyell Railway war teilweise als Zahnradbahn (System Abt) ausgebaut. Sie wurde unter dem Namen West Coast Wilderness Railway wieder aufgebaut und wird seit dem 27. Dezember 2002 als Museumsbahn betrieben. Die dabei verwendeten Lokomotiven sind restaurierte Originale, die Reisezugwagen sind neu. Die Bahn gehört und wird betrieben von den Federal Hotels, die auch andere touristische Angebote in Strahan betreiben.